# 上海市风华中学
上海市風華中學是位於中華人民共和國上海市靜安區的一所高級中學。
1952年7月14日，上海幼儿师范学校成立，校址位於宝山殷高路，占地105亩。陈毅题写校牌。1963年，学校迁到宝山路584号。1968年底，學校改成新幼师附中，1969年改名东方红五七学校，1971年改名为风华中学。1978年，列为閘北区重点中学。1983年8月，迁至共和新路1700弄49号。1997年，上海市风华中学初、高中分离。